# روستای کهل (شبستر)
کهل یکی از روستاهای استان آذربایجان شرقی است که در دهستان رودقات بخش صوفیان شهرستان شبستر واقع شده‌است. منطقه توریستی و ییلاقی خوش آب و هوا که مسیر منتهی به آبشار معروف گل آخور هم هست.

## آثار تاریخی
یک غار دست ساز بشر به طول تقریبی ۶۰۰ متر در دامنه کوه (که شاید علت نام‌گذاری روستا نیز باشد) و آثار باستانی‌ای در گورستان روستا وجود دارند. در نزدیکی این روستا آثار و بقایای شهری باستانی به چشم می‌خورد.